# Библиотека Пипса
Библиотека Пипса (англ. Pepys Library) — библиотека Колледжа Магдалины Кембриджского университета. Является личной библиотекой Самюэля Пипса (1633—1703), который завещал её колледжу после своей смерти в 1703 году.

## Самюэль Пипс

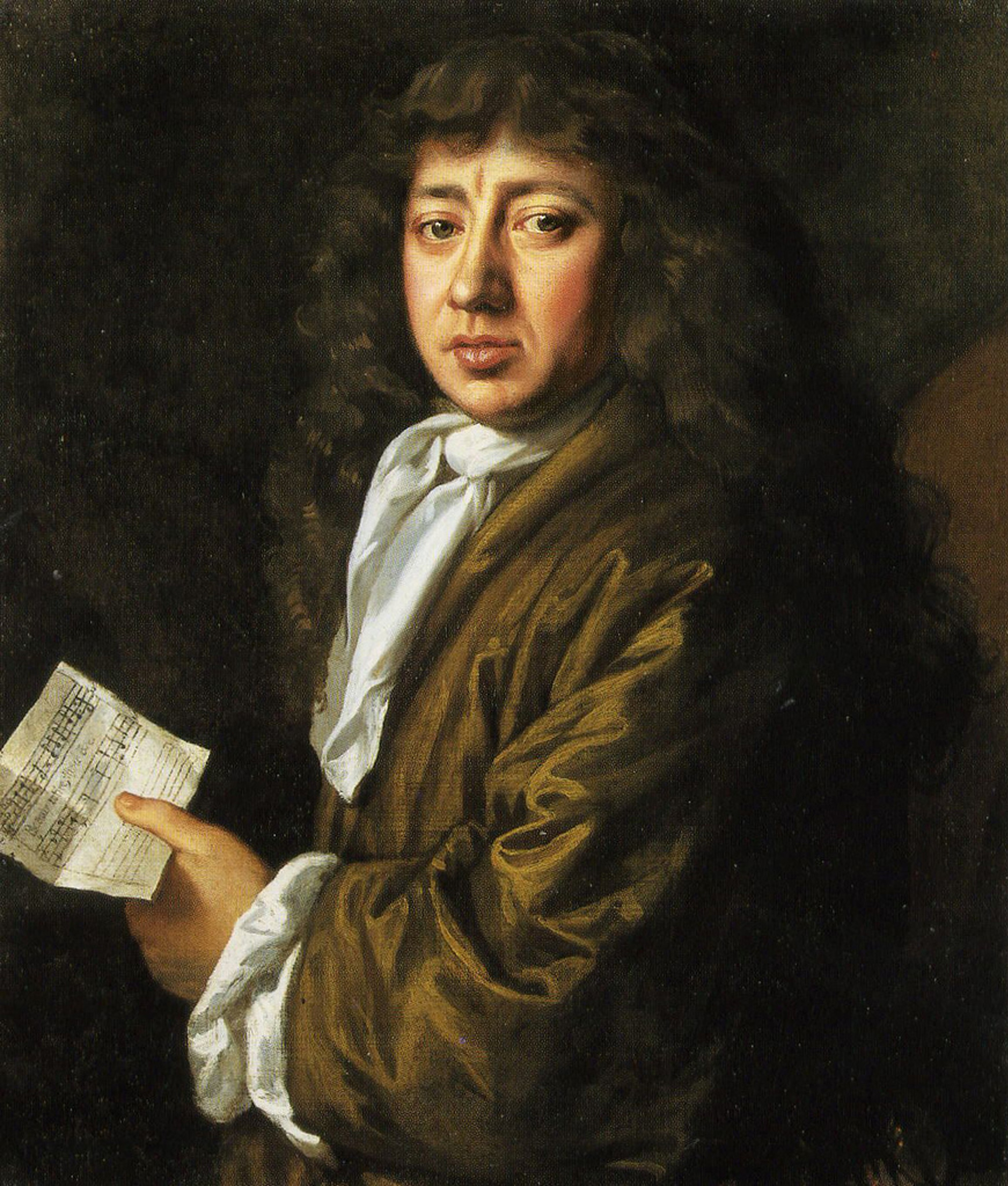
Портрет Самюэля Пипса работы Джона Хейса (1666)

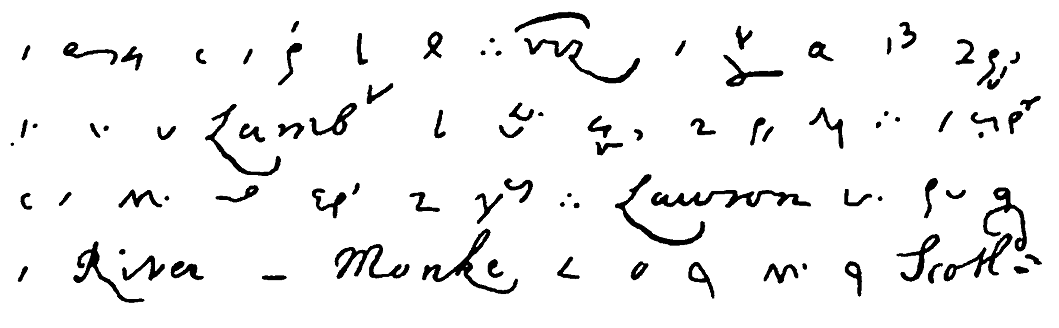
Стенография дневника Сэмюэля Пипса

Сын лондонского портного, закончил столичную школу Святого Павла, а затем колледж Магдалины в Кембридже. Пипс поступил на службу в дом своего дальнего родственника, влиятельного военного и политика сэра Эдварда Монтегю (впоследствии 1-го графа Сэндвича), которому во многом обязан последующей карьерой. В 1660 году, в самом начале правления Карла II Пипс был назначен клерком-делопроизводителем Королевского флота, с 1665 года он — главный инспектор флотского Комитета снабжения, с 1672 года — секретарь Адмиралтейства. С 1665 года — член Королевского научного общества (в 1684—1686 годах — его президент).
Пипс впервые был избран в британский Парламент в 1673 году, в 1679 году переизбран, но по обвинению в соучастии в заговоре, точнее — по наговору врагов и завистников, уволен и на несколько месяцев заключен в лондонский Тауэр. В 1683 году послан с миссией в Танжер, с 1684 года — секретарь короля по военно-морским делам, активно содействовал созданию современного флота при Карле, а с 1685 года — при Якове II Стюарте. В 1685—1689 годах снова член британского Парламента. В 1689 году, после отстранения от власти и бегства из страны короля Якова и восшествия на престол Вильгельма Оранского, Пипс проиграл на парламентских выборах, был вынужден уйти с высокого поста. По подозрению в якобитских симпатиях подвергся кратковременному заключению в 1689 и 1690 годах. Отошёл от публичной жизни, а в 1700 году покинул Лондон, удалившись в своё имение, где через несколько лет и умер.
Сэмюэл Пипс дружил с Исааком Ньютоном и Робертом Бойлем, Джоном Драйденом и Кристофером Реном. Он музицировал, занимался живописью, сочинял стихи. Однако его главной книгой стал «Дневник», который он вёл в 1660—1669 годах и в котором с присущей ему добросовестностью воссоздал как всеобщие катастрофы (Великую лондонскую чуму 1665 и знаменитый Великий лондонский пожар 1666), сражения между народами (Вторая англо-голландская война 1665—1667), политические коллизии и придворные дрязги, так и подробности собственного быта, стола, любовных связей и прочего. Пипс перестал вести записи из-за проблем со зрением, а диктовать их постороннему лицу не хотел. Его дневник был записан по стенографической системе Томаса Шелтона, затруднявшей чтение посторонними лицами, и хранился нетронутым в библиотеке колледжа Магдалины до начала XIX века, когда был расшифрован текстологом Джоном Смитом. Впервые издан в 1825 году.

## История библиотеки
Самюэль Пипс был заядлым библиофилом, он всю жизнь собирал книги, рукописи и гравюры. На момент его смерти в его личной библиотеке насчитывалось более 3000 книг. В своем завещании Пипс сделал подробнейшие распоряжения, касающиеся его библиотеки. Его библиотека — коллекция всей жизни — должна быть передана после смерти его племянника и наследника Джона Джексона «на благо потомству» в Колледж Магдалины. По завещанию Колледжу Магдалины переходили все книги и книжные шкафы, специально сделанные под размер книг. Согласно условиям завещания, ни одна книга из книг не может покинуть библиотеку и никакие дополнительные книги не могут быть добавлены в библиотеку. В 1723 году Джон Джексон умер, в 1724 году библиотека Самюэля Пипса была перемещена в Колледж Магдалины в специально построенное здание.

## Состав библиотеки

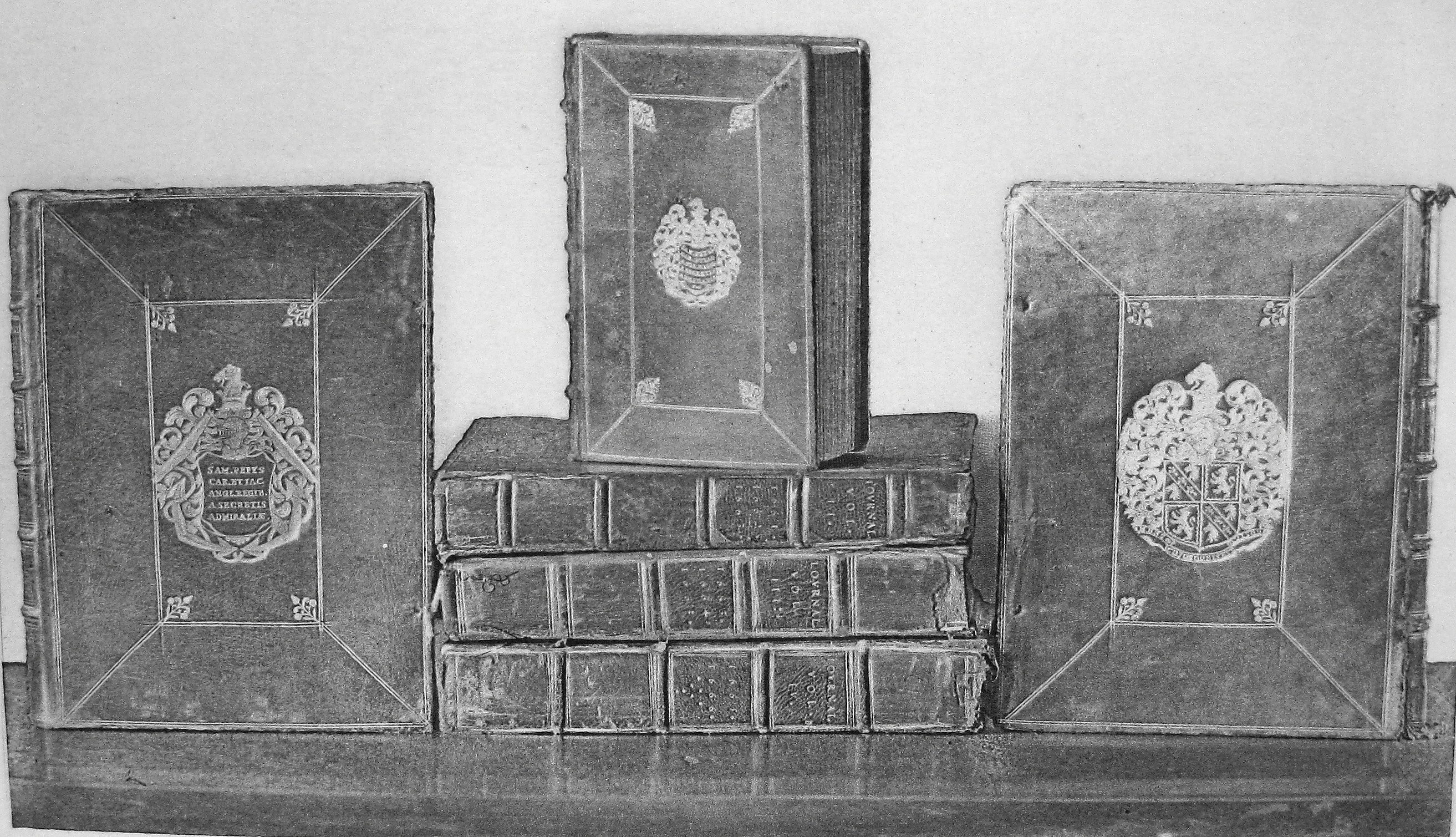
Дневники Самюэля Пипса, переплетенные в 6 книг

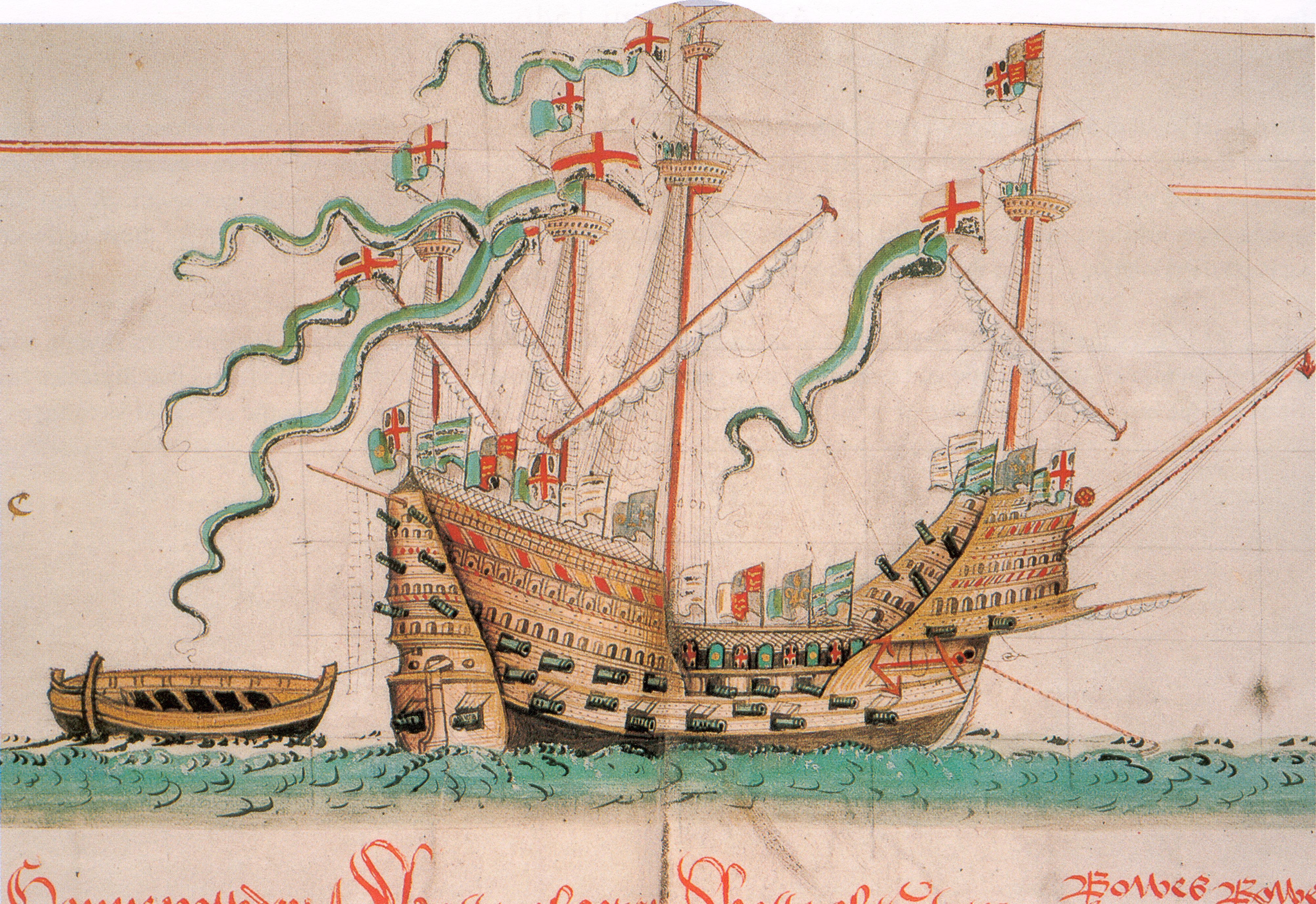
Иллюстрация корабля Королевского флота

В библиотеке более 3000 книг: художественная литература, книги по истории, изобразительному искусству и музыке, а также научная литература.
Особо ценные элементы коллекции:
- шесть оригинальных связанных рукописных дневника Самюэля Пипса
- военно-морские записи, составленные Самюэлем Пипсом, когда он был секретарем Адмиралтейства, с иллюстрациями кораблей Королевского флота (1546)
- собственный экземпляр «Математических начал натуральной философии» Исаака Ньютона, с которым Самюэль Пипс дружил
- Инкунабулы (первопечатные книги, изданные до 1501 г.), изданные Уильямом Кекстоном, Уинкином де Уордом и Ричардом Пинсоном
- 60 средневековых рукописей
- манускрипт Пипса[англ.] (рукопись английского хорового сборника конца XV века)
- личный альманах сэра Фрэнсиса Дрейка
- самая ранняя копия пьесы Джона Хейвуда «Погодная игра», опубликованная в 1533 году
- более 1800 печатных баллад (одна из лучших коллекций в мире)